# Gonnetot
Gonnetot település Franciaországban, Seine-Maritime megyében. Lakosainak száma 170 fő (2022. január 1.). Gonnetot Bretteville-Saint-Laurent, Saâne-Saint-Just, Saint-Laurent-en-Caux és Sassetot-le-Malgardé községekkel határos.

## Népesség
A település népességének változása:
| Lakosok száma | 181  | 202  | 209  | 197  | 187  | 178  | 176  | 172  | 170  |
|               | 2013 | 2015 | 2016 | 2017 | 2018 | 2019 | 2020 | 2021 | 2022 |